# Edwin McMillan
Edwin Mattison McMillan (18.9.1907 – 7.9.1991) là nhà vật lý người Mỹ và là người đầu tiên đã tạo ra nguyên tố sau urani (transuranium element). Ông đã đoạt Giải Nobel Hóa học chung với Glenn Seaborg năm 1951.

## Cuộc đời và Sự nghiệp
McMillan sinh tại Redondo Beach, California, nhưng năm sau gia đình ông di chuyển về Pasadena, California. Ông bắt đầu vào học ở Học viện Công nghệ California từ năm 1924. Ông làm một dự án nghiên cứu với Linus Pauling. Ông đậu bằng cử nhân khoa học năm 1928 và bằng thạc sĩ khoa học năm 1929.
Năm 1932 ông đậu bằng tiến sĩ ở Đại học Princeton với bản luận án mang tên "Deflection of a Beam of HCI Molecules in a Non-Homogeneous Electric Field" dưới sự giám sát của Edward Condon.
Ông gia nhập nhóm của Ernest Lawrence ở Đại học California tại Berkeley ngay sau khi nhận bằng tiến sĩ, và vào làm việc trong Phòng thí nghiệm bức xạ Berkeley khi phòng này được thành lập năm 1934.
Những kỹ năng thí nghiệm của ông đã dẫn tới việc khám phá ra oxy-15 chung với M. Stanley Livingston và beryli-10 chung với Samuel Ruben.
Năm 1940 ông và Philip Abelson tạo ra neptuni, khi sử dụng cyclotron (máy gia tốc cộng hưởng từ) ở đây làm một thí nghiệm phân hạt nhân của urani-239 cùng với neutron. Chất đồng vị của neptuni mới được tìm thấy đã được tạo ra bằng việc hấp thu neutron vào urani-239 và sự phân rã beta tiếp theo. McMillan hiểu rõ nguyên tắc cơ bản của phản ứng và bắt đầu bắn phá urani-239 bằng deuteri để tạo ra nguyên tố 94. Sau đó ông chuyển tới nghiên cứu radar ở Học viện Công nghệ Massachusetts, và Glenn T. Seaborg đã hoàn thành công việc nói trên.
Trong Chiến tranh thế giới thứ hai, ông tham gia nghiên cứu về radar, sonar tại Học viện Công nghệ Massachusetts ở Cambridge, Massachusetts, gần San Diego, và khoảng tháng 11 năm 1942 ông được tuyển mộ tham gia dự án Manhattan ở Phòng thí nghiệm Quốc gia Los Alamos.
Sau chiến tranh, ông vào làm việc trong Phòng thí nghiệm bức xạ Berkeley, và trở thành trưởng phòng, sau khi Ernest Lawrence qua đời năm 1958.
Năm 1945 ông đã đưa ra ý tưởng cải thiện cyclotron, dẫn đến sự phát triển của synchrotron. Synchrotron được sử dụng để tạo ra các nguyên tố mới ở Phòng thí nghiệm bức xạ Berkeley, mở rộng Bảng tuần hoàn vượt xa 92 nguyên tố đã được biết trước năm 1940.
Năm 1946, ông trở thành giáo sư ở Đại học California tại Berkeley. Năm 1954 ông được bổ nhiệm làm phó giám đốc Phòng thí nghiệm bức xạ Lawrence, thăng chức giám đốc năm 1958. Ông tiếp tục làm việc ở đây cho tới khi nghỉ hưu năm 1973.
Ông được bầu vào Viện Hàn lâm Khoa học quốc gia Hoa Kỳ năm 1947, làm chủ tịch viện này từ năm 1968 tới 1971.

## Giải thưởng
- Năm 1951 ông được trao Giải Nobel Hóa học chung với Glenn T. Seaborg, cho công trình "khám phá ra các nguyên tố sau urani". Huy chương này hiện được lưu giữ ở Viện bảo tàng Lịch sử quốc gia Hoa Kỳ, một phân ban của Viện Smithsonian.[2]
- Năm 1963 ông được trao Giải Nguyên tử vì Hòa bình.

## Tác phẩm
- McMillan, E. M."Focusing in Linear Accelerators", University of California Radiation Laboratory, Lawrence Berkeley National Laboratory, United States Department of Energy (through predecessor agency the Atomic Energy Commission), (ngày 24 tháng 8 năm 1950).
- McMillan, E. M."A Thick Target for Synchrotrons and Betatrons", University of California Radiation Laboratory, Lawrence Berkeley National Laboratory, United States Department of Energy (through predecessor agency the Atomic Energy Commission), (ngày 19 tháng 9 năm 1950).
- McMillan, E. M."The Transuranium Elements: Early History (Nobel Lecture)", University of California Radiation Laboratory, Lawrence Berkeley National Laboratory, United States Department of Energy (through predecessor agency the Atomic Energy Commission), (ngày 12 tháng 12 năm 1951).
- McMillan, E. M."Notes on Quadrupole Focusing", University of California Radiation Laboratory, Lawrence Berkeley National Laboratory, United States Department of Energy (through predecessor agency the Atomic Energy Commission), (ngày 9 tháng 2 năm 1956).
- McMillan, E. M."Some Thoughts on Stability in Nonlinear Periodic Focusing Systems", University of California Radiation Laboratory, Lawrence Berkeley National Laboratory, United States Department of Energy (through predecessor agency the Atomic Energy Commission), (ngày 5 tháng 9 năm 1967).
- McMillan, E. M."Some Thoughts on Stability in Nonlinear Periodic Focusing Systems [Addendum]", University of California Radiation Laboratory, Lawrence Berkeley National Laboratory, United States Department of Energy (through predecessor agency the Atomic Energy Commission), (ngày 29 tháng 3 năm 1968).